# Bryotropha vondermuhlli
Bryotropha vondermuhlli é uma espécie de insetos lepidópteros, mais especificamente de traças, pertencente à família Gelechiidae.
A autoridade científica da espécie é Nel & Brusseaux, tendo sido descrita no ano de 2003.
Trata-se de uma espécie presente no território português.